# 日本食レストラン海外普及推進機構
特定非営利活動法人日本食レストラン海外普及推進機構（にほんしょくレストランかいがいふきゅうすいしんきこう、英語: Organization to Promote Japanese Restaurants Abroad、略称: JRO）は日本のNPO法人。2007年（平成19年）3月に農林水産省の「海外日本食レストラン推進有識者会議」において提言された「日本食レストラン推奨計画」の内容を具体的に推進することを目的として、同年7月に組織された。2007年12月14日に内閣府よりNPO法人として認証され、12月28日にNPO法人が成立した。

## 概要
2007年当時、日本国外での日本食ブームなどがメディアに取り上げられるようになった。農林水産省は日本の農産物や食材の輸出振興に予算を割り振るようになり、日本の食材の輸出市場の開拓が注目された。この動きは安倍内閣の成立によりさらに強くなったものであった。2007年3月16日に農林水産省で行われた「海外日本食レストラン推進有識者会議」では、日本食レストランが世界各地で急増しているが、日本食についての情報提供や日本の食材の提供が不十分なまま急増した結果、日本食のイメージやブランドが損なわれるおそれが生じてきているとし、これに働きかける組織を設立する「日本食レストラン推奨計画」が発案された。2017年7月に「日本食レストラン推奨計画」を元に、日本食レストラン海外普及推進機が組織されると、2017年12月14日にNPO法人として認証され、2017年12月28日にNPO法人日本食レストラン海外普及推進機構が成立した。
日本食レストラン海外普及推進機構は日本の食文化を国外に発信することにより、その文化的および、経済的価値を向上させることを目的とし、主な事業として「日本の食材を発信」「うま味の普及」「日本食を取り扱う飲食店の紹介」「日本の食材の提供者の紹介」などを行う。

## 会員
- 法人会員：63社
- 個人会員：13名
- 合計 76社・者

（2018年〈平成30年〉3月31日現在）

## 役員
| 役職     | 氏名       | 所属・役職                                |
| -------- | ---------- | ----------------------------------------- |
| 理事長   | 大河原毅   | ジェーシー・コムサ 代表取締役CEO          |
| 副理事長 | 安部修仁   | 吉野家ホールデイングス 会長               |
| 専務理事 | 福田久雄   | 日本フードサービス協会 常務理事           |
| 理事     | 粟田貴也   | トリドールホールディングス 代表取締役社長 |
| 理事     | 和泉真理   | JC総研 客員研究員                         |
| 理事     | 上原征彦   | 昭和女子大学現代ビジネス研究所 特命教授   |
| 理事     | 浦上節子   | 浦上食品・食文化振興財団 理事長           |
| 理事     | 大島晃     | SHOKUWA 代表取締役                        |
| 理事     | 大島大五郎 | インフォマート 取締役営業本部長           |
| 理事     | 笠原節夫   | 日本農業法人協会 副会長                   |
| 理事     | 熊倉功夫   | MIHO MUSEUM 館長                          |
| 理事     | 紺野和成   | 日本政策金融公庫 帯広支店長               |
| 理事     | 崎出弘和   | 北海道漁業協同組合連合会 代表理事専務     |
| 理事     | 佐竹力総   | 全国料理業生活衛生同業組合連合会 会長     |
| 理事     | 高藤悦弘   | 日本スープ協会 会長                       |
| 理事     | 谷口一郎   | 日本厨房工業会 会長                       |
| 理事     | 田沼千秋   | グリーンハウス 代表取締役社長             |
| 理事     | 田村清敏   | 日本食レストラン海外普及推進機構 事務局長 |
| 理事     | 中野勘治   | 食品産業文化振興会 会長                   |
| 理事     | 中村靖彦   | 良い食材を伝える会 代表理事               |
| 理事     | 服部幸應   | 服部学園 理事長                           |
| 理事     | 藤木吉紀   | 日本惣菜協会 専務理事                     |
| 理事     | 本庄周介   | 伊藤園 代表取締役副社長                   |
| 理事     | 三村優美子 | 青山学院大学経営学部 教授                 |
| 理事     | 村上秀徳   | 食品産業センター 理事長                   |
| 監事     | 丸山暁     | ホシザキ 常務取締役                       |
| 監事     | 榎本隆治   | イクタツ 代表取締役社長                   |

（2018年〈平成30年〉3月31日現在）

## 委員会
- 組織・企画 委員会
- 海外市場開拓 委員会
- 情報・教育 委員会

（2018年〈平成30年〉3月31日現在）

## 支部ネットワーク
| 地域       | 都市名 |
| ---------- | --- |
| アジア     | ソウル、北京、上海、台北、香港、バンコク、ホーチミン、シンガポール、ジャカルタ、ヤンゴン、クアラルンプール、マニラ |
| ヨーロッパ | モスクワ、アムステルダム、ロンドン、パリ、デュッセルドルフ、スイス、ローマ、ミラノ                                 |
| 北米       | ロサンゼルス、サンフランシスコ、ニューヨーク、トロント                                                             |
| 南米       | サンパウロ |
| オセアニア | シドニー |

（2018年〈平成30年〉3月31日現在 25地域）